# Егон фон Айкштедт
Е́гон фон А́йкштедт (нім. Egon von Eickstedt; 10 квітня 1892 — 20 грудня 1965) — німецький антрополог, расознавець, євгенік, доктор наук. Один із провідних спеціалістів у своїй галузі в часи Веймарської республіки і нацистської Німеччини. Представник німецького роду померанських фрайгерів Айкштедтів (Ейкштедти). Народився у Єзериці, Позен, Німецька імперія. Вивчав медицину і фізичну антропологію в Берлінському (Гумбольтському) і Франкфуртському університетах (1913). Брав участь у Першій світовій війні як військовий медик. Займався дослідженням британських полонених сикхів (1916), чому присвятив свою дисертацію (1920). Одружився із Енжу да Коста-Маседу, громадянкою Бразилії (1916). Працював асистентом у Анатомічному інституті Фрайбурзького університету (1921) під керівництвом Ойгена Фішера. Очолював відділ антропології Віденського природознавчого музею (1924). Брав участь у антропологічних експедиціях до Індії (1926, 1937), Китаю, Філіппін, Малайзії, Індонезії (1937—1939). Був редактором «Archiv für Rassenbilder» (1927) Юліуса-Фрідріха Лемана. Згодом працював у Бреслауському університеті (з 1928), де був габілітований (1929) і отримав звання доцента (1933); читав лекції про фізичну антропологію, расову гігієну та євгеніку. Почесний доктор Софійського університету (1938). Не зміг отримати повне професорство у Бреслауському університеті через захоплення Азією і політичну неблагонадійність (1940). Під час німецько-радянської війни евакуювався з Бреслау до Лейпцига (1945), де став головою Інституту антропології Лейпцизького університету (1945—1946). Під політичним тиском переїхав до Майнца, де став професором Майнцького університету (1946), головою катедри етнології. Член Німецького соціологічного товариства (DGS). Заснував журнал «Homo», присвячений питанням антропогенезу і біології людини (1949). Брав участь у наукових експедиціях до Іспанії, Магрибу і Близького сходу (1950—1961). Після виходу на пенсію (1961) залишився у Майнці, де й помер від серцевого нападу. Автор фундаментальної праці «Расознавство і расова історія людства» (1934), яка підсумувала досягнення расових студій кінця ХІХ — першої половини ХХ ст., а також короткого нарису «Расові основи німецького народу» (1934).

## Біографія

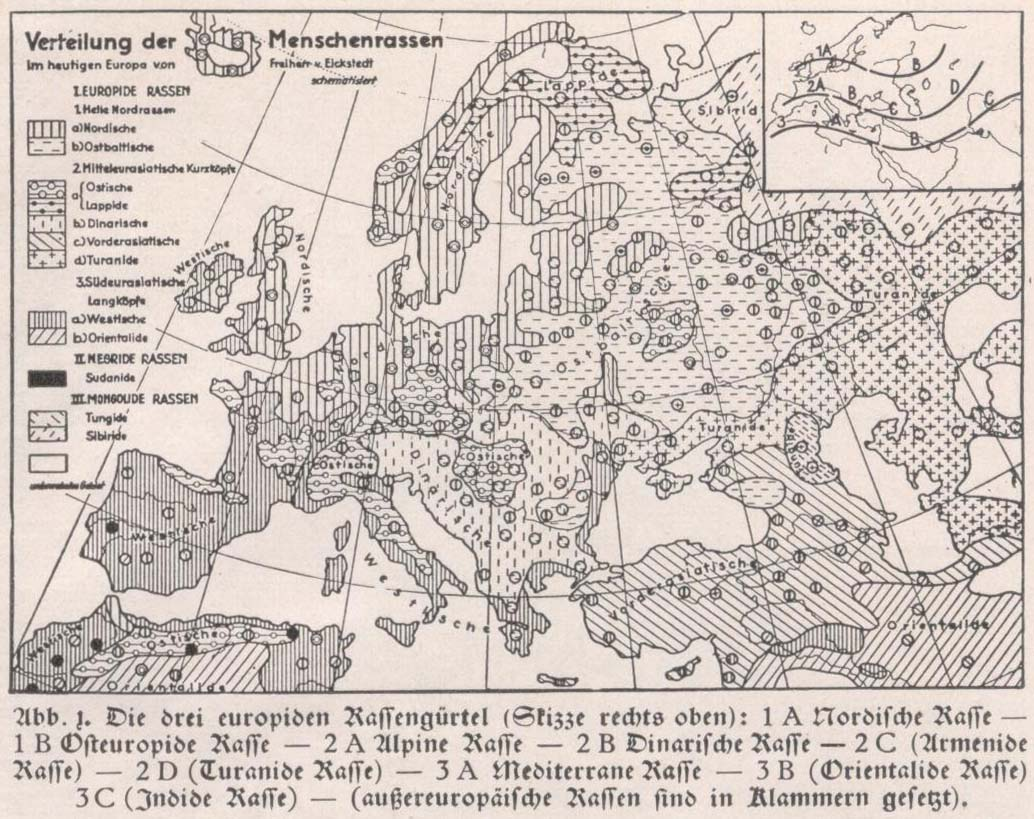
Раси Європи за Айкштедтом.

Егон фон Айкштедт народився 10 квітня 1892 року в Позенській провінції Німецької імперії (нині, Польща). Він походив зі шляхетного німецького роду фон Айкштедів, що мав титул фрайгерів (баронів).
У юності Айкштедт хотів займатися медициною, плануючи вступити до медичного факультету якогось німецького університету. Проте йому погано давалася латина й він полишив свій задум. Саме у цей час Айкштедт став відвідувати на лекції віденського лікаря і антрополога Фелікса фон Лушана (1854－1924) у Берлінському університеті Фрідріха-Вільгельма (сучасний Гумбольдський університет), внаслідок чого сильно зацікавився фізичною антропологією. Його кумир Лушан на той час завідував відділом Африки і Океанії Берлінського етнологічного музею і був одним із провідних експертів у расових студіях.
Під час Першої світової війни Айкштедт був військовим медиком і брав участь у антропометричних дослідженнях британських полонених — сикхів. На базі цих досліджень він захистив дисертацію на здобуття наукового ступеня.
1916 року, в розпал війни, Айкштедт одружився із Енжу, громадянкою Бразилії португальського походження. У майбутньому вона стала його помічницею в науковій роботі та відрядженнях.
Айкштедт працював у Фрайбурзькому університеті, Віденському природознавчому музеї й Мюнхенській академії наук. 1926 року він вирушив у трирічну антропологічну експедицію до Індії. Результати цієї експедиції були видані у різних наукових журналах, проте єдиного цільного звіту про неї видано не було. В ході Другої світової війни більшість матеріалів Айкштедта, зібраних в Індії, загубилися або загинули.
Після повернення до Німеччині в 1929 році Айкштедт став викладачем Бреслауського університету (нині — Вроцлавський університет). 1933 року він отримав звання доцента.
1934 року Айкштедт видав у Штутгарті велику працю — «Расознавство і расова історія людства» (нім. Rassenkunde und Rassengeschichte der Menschheit). Вона стала універсальним оглядом роботи провідних антропологів кінця ХІХ ст. — першої половини ХХ ст. в галузі расових студій. Цю роботу високо оцінили тогочасні історики й антропологи усього світу.
Після утвердження в Німеччині влади НСДАП, у травні 1933 року Айкштедт подав заяву на вступ до цієї партії. Проте з невідомих причин його заяву не прийняли. Це згодом зіграло важливу роль у його кар'єрі після повалення в Німеччині нацистського режиму.
1935 року Айкштедт став редактором антропологічного журналу «Zeitschrift fur Rassenkunde».
У січні 1945 року, коли радянські війська розпочали наступ на Бреслау, Айкштедт виїхав із дружиною до Дрездена. Його наукова колекція з Бреслауського університету та дослідницькі дані, які він збирав протягом усього життя були втрачені (перевезені до СРСР).
Короткий час Айкштедт займав посаду професора антропології й етнології в Лейпцизькому університеті. Після капітуляції Німеччини у травні 1945 року він декілька разів повертався додому до Бреслау, що став польським Вроцлавом, де зміг врятувати частину фото, зразки і свою бібліотеку, які вивіз до Німеччини.
1946 року Айкштедта заарштувала радянська влада. Він деякий час пробув у ув'язненні, але зміг вислизнути з Лейпцига до Західної Німеччини. Він став професором етнології в Майнцькому університеті, який створили спеціально для нього. Там він став видавати науковий журнал «Homo» (колишній «Раса»), який займався питаннями антропології та етнології.
Айкштедт помер 20 грудня 1965 року в Майнці, у віці 73 років, під час підготовки наукової експедиції до Ірану. Його наступником в університеті стала німецький антрополог Ільза Швідецька (1907－1997).

## Праці
Монографії
- Eickstedt, E. Die rassischen Grundlagen des deutschen Volkes. Köln: Schaffstein Verlag, 1934.
- Eickstedt, E. Rassenkunde und Rassengeschichte der Menschheit. Stuttgart: Ferdinand Enke Verlag, 1934.
- Eickstedt, E. Grundlagen der Rassenpsychologie. Stuttgart: Enke, 1936.
- Eickstedt, E. Rassendynamik von Ostasien. China und Japan, Tai und Kmer von der Urzeit bis heute. Berlin: De Gruyter, 1944.
- Eickstedt, E. Die Forschung am Menschen. 3 Bände. Stuttgart: Enke, 1940—1963.
- Eickstedt, E. Türken, Kurden und Iraner seit dem Altertum. Probleme einer anthropologischen Reise. Stuttgart: Gustav Fischer, 1961.

Журнали
- Zeitschrift für Rassenkunde und die gesamte Forschung am Menschen. 1935—1944.
- Homo. Zeitschrift für die vergleichende Forschung am Menschen. 1949 ff.

Статті
- Eickstedt, E. Rassenelemente der Sikh // Zeitschrift für Ethnologie. Band 52/53, 1920–21, S. 317—368.
- Eickstedt, E. Beiträge zur Rassenmorphologie der Weichteilnase // Zeitschrift für Morphologie und Anthropologie. Band 25, 1925, S. 171—220.
- Eickstedt, E. Die Negritos und das Negritoproblem // Anthropologischer Anzeiger. Band 4, 1927, S. 275—293.
- Eickstedt, E. Die Negritos der Andamanen // Anthropologischer Anzeiger. Band 5, 1928, S. 251—268.
- Eickstedt, E. Der Zentral-Dekkan und die Rassengliederung Indiens // Anthropologischer Anzeiger. Band 8, 1931, S. 89–103.
- Eickstedt, E. Die anthropologische Stellung von Indochina // Zeitschrift für Morphologie und Anthropologie. Band 34, 1934, S. 79–83.
- Eickstedt, E. Die Mediterranen in Wales // Zeitschrift für Rassenkunde. Band 1, 1935, S. 19–64.
- Eickstedt, E. Ganzheitsanthropologie // Zeitschrift für Rassenkunde. Band 3, 1936, S. 1–10.
- Eickstedt, E. Hormone und Boden. Die Stellung eines Problems // Landeskundliche Forschung. Festschrift für Norbert Krebs. Stuttgart 1936, S. 67–82.
- Eickstedt, E. Rassen im schlesischen Raum. Sinn und Ergebnisse der RUS // Raumforschung und Raumordnung. Band 3, 1939, S. 424—436.
- Eickstedt, E. Wie sahen die Hunnen aus? Eine anthropologisch-historische Untersuchung // Zeitschrift für Rassenkunde. Band 13, 1942, S. 217—250.
- Eickstedt, E. Völkerbiologische Probleme der Sahara. Die Anthropologie der Tuareg und Tebu und die Rassengeschichte der antiken West-Aethiopier // Beiträge zur Kolonialforschung. Tagungsband I, 1943, S. 169—240.
- Eickstedt, E. Biodynamik der Europiden // Historia Mundi. Band 1. München 1952, S. 115—134.
- Eickstedt, E. Rassentypen und Typendynamik von Asien // Historia Mundi. Band 1, München 1952, S.-147–166.
- Eickstedt, E. Der Ursprung der Inder // Indien und Deutschland. Nehru-Festschrift. 1956, S. 48–70.
- Eickstedt, E. Anthropologie mit und ohne Anthropos // Homo. Band 14, 1963, S. 1–16.